# Ceroglossus
Genre
Synonymes
Ceroglossa Géhin, 1876
Ceroglossus est un genre de coléoptères, de la famille des Carabidae, de la sous-famille des Carabinae et de la tribu des Ceroglossini.

## Espèces
- Ceroglossus buqueti Laporte, 1834
- Ceroglossus chilensis Eschscholtz, 1829
- Ceroglossus darwini Hope, 1837
- Ceroglossus guerini Gehin, 1885
- Ceroglossus magellanicus Gehin, 1885
- Ceroglossus ochsenii Germain, 1895
- Ceroglossus speciosus Gerstaecker, 1858
- Ceroglossus suturalis Fabricius, 1775